# Gruppo di NGC 383
Il Gruppo di NGC 383 è un gruppo di galassie situato nella costellazione dei Pesci alla distanza di 240 milioni di anni luce dalla Terra.
La galassia più luminosa del gruppo è NGC 383. Il gruppo di NGC 383 insieme ad altri gruppi, tra cui il Gruppo di NGC 507, costituiscono l'Ammasso dei Pesci.

## Note

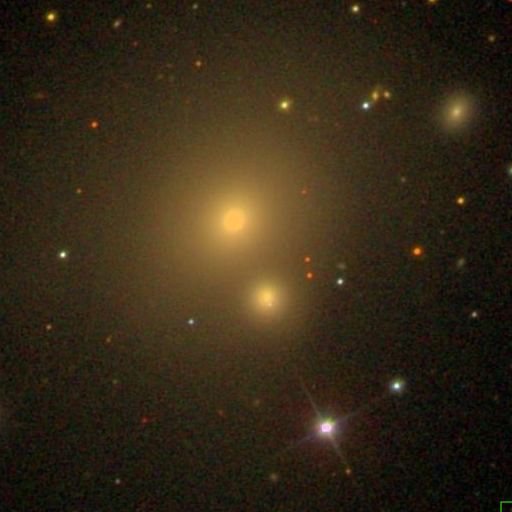
NGC 382 e NGC 383 (SDSS DR14)
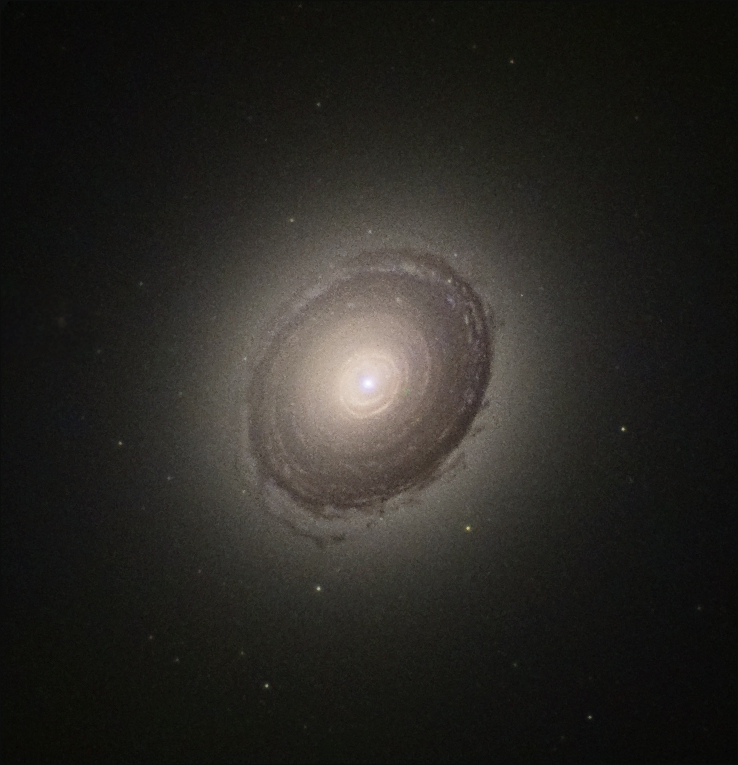
NGC 383 (Hubble Legacy Archive)

## Galassie componenti il gruppo di NGC 383
| Nome    | Tipo   | R.A.        | DEC        | Distanza (M. di a.l.) | Redshift (z) | Nomi alternativi     | Immagine |
| ------- | ------ | ----------- | ---------- | --------------------- | ------------ | -------------------- | -------- |
| NGC 379 | S0     | 01h07m15.7s | +32°31'13" | 233                   | 0,018606     | UGC 683, PGC 3966    |          |
| NGC 380 | E2     | 01h07m17.6s | +32°28'59" | 183                   | 0,014764     | UGC 682, PGC 3969    |          |
| NGC 382 | E      | 01h07m23.9s | +32°24'14" | 218                   | 0,017442     | UGC 688, PGC 3981    |          |
| NGC 383 | SA0    | 01h07m24.9s | +32°24'45" | 212                   | 0,017005     | UGC 689, PGC 3982    |          |
| NGC 385 | SA0    | 01h07m27.2s | +32°19'10" | 207                   | 0,016595     | UGC 687, PGC 3984    |          |
| NGC 386 | E3     | 01h07m31.3s | +32°21'43" | 232                   | 0,018533     | AGC 110044, PGC 3989 |          |
| NGC 392 | S0     | 01h08m23.4s | +33°08'01" | 194                   | 0,015651     | UGC 700, PGC 4042    |          |
| NGC 410 | E+; cD | 01h10m58.9s | +33°09'07" | 221                   | 0,017659     | UGC 735, PGC 4224    |          |